# Mantispa venulosa
Mantispa venulosa is een insect uit de familie van de Mantispidae, die tot de orde netvleugeligen (Neuroptera) behoort. 
Mantispa venulosa is voor het eerst wetenschappelijk beschreven door Navás in 1914.